# Analogue (album)
Pour les articles homonymes, voir Analogue.
Albums de a-ha
How Can I Sleep with Your Voice in My Head
(2003) Foot of the Mountain
(2009)
Analogue est le huitième album du groupe de pop norvégien a-ha, sorti en 2005.

## Titres
| No  | Titre                    | Auteur                                           | Durée |
| --- | ------------------------ | ------------------------------------------------ | ----- |
| 1.  | Celice                   | Magne Furuholmen, Martin Terefe                  | 3:41  |
| 2.  | Don't Do Me Any Favours  | Furuholmen                                       | 3:51  |
| 3.  | Cosy Prisons             | Furuholmen                                       | 4:08  |
| 4.  | Analogue (All I Want)    | Furuholmen, Pål Waaktaar-Savoy, Max Martin       | 3:48  |
| 5.  | Birthright               | Furuholmen, Terefe                               | 3:45  |
| 6.  | Holy Ground              | Morten Harket, Nick Whitecross, Ole Sverre Olsen | 4:00  |
| 7.  | Over the Treetops        | Waaktaar-Savoy                                   | 4:24  |
| 8.  | Halfway Through the Tour | Waaktaar-Savoy                                   | 7:26  |
| 9.  | A Fine Blue Line         | Furuholmen                                       | 4:09  |
| 10. | Keeper of the Flame      | Waaktaar-Savoy                                   | 3:58  |
| 11. | Make It Soon             | Harket, Olsen                                    | 3:21  |
| 12. | White Dwarf              | Waaktaar-Savoy                                   | 4:24  |
| 13. | The Summers of Our Youth | Furuholmen                                       | 3:56  |

## Musiciens
- Morten Harket : chant
- Magne Furuholmen : guitares, claviers, chant
- Pål Waaktaar-Savoy : guitares, claviers, chant

Graham Nash apparaît sur les chansons Cosy Prisons et Over the Treetops, où il participe aux chœurs.